# Domèvre-sur-Avière
Domèvre-sur-Avière é uma comuna francesa na região administrativa do Grande Leste, no departamento de Vosges. Estende-se por uma área de 9.16 km². Em 2010 a comuna tinha 408 habitantes (densidade: 44,5 hab./km²).